# Річ Келлі
Річард Райленд Келлі (англ. Richard Ryland Kelley, нар. 23 березня 1953, Сан-Матео, Каліфорнія) — американський професіональний баскетболіст, що грав на позиціях центрового і важкого форварда за низку команд НБА. Гравець національної збірної США.

## Ігрова кар'єра
На університетському рівні грав за команду Стенфорд (1972–1975). 
У 1975 році обраний у першому раунді драфту НБА під загальним 7-м номером командою «Нью-Орлінс Джаз». Захищав кольори команди з Нового Орлеана протягом наступних 4 сезонів.
З 1979 по 1980 рік грав у складі «Нью-Джерсі Нетс».
У 1980 році перейшов до «Фінікс Санз», у складі якої провів наступні 2 сезони своєї кар'єри.
Наступною командою в кар'єрі гравця була «Денвер Наггетс», за яку він відіграв один сезон.
З 1983 по 1985 рік грав у складі «Юта Джаз».
Останньою ж командою в кар'єрі гравця стала «Сакраменто Кінґс», до складу якої він приєднався 1985 року і за яку відіграв один сезон.